# Киекбаево
Киекбаево (баш. Кейекбай) — деревня в Бурзянском районе Башкортостана России, центр Киекбаевского сельсовета.

## Население
| 2002 | 2009 | 2010 |
| ---- | ---- | ---- |
| 280  | ↗317 | ↘296 |

Согласно переписи 2002 года, преобладающая национальность — башкиры (100 %).

## Географическое положение
Расстояние до:
- районного центра (Старосубхангулово): 16 км,
- ближайшей железнодорожной станции (Белорецк): 161 км.

## Достопримечательности
Вблизи деревни находится пещера Пропащая Яма глубиной 90 м.